# Jean-François Jarrige
Jean-François Jarrige, född 5 augusti 1940 i Lourdes, död 18 november 2014 i Paris, var en fransk arkeolog, specialiserad på sydasiatisk arkeologi. Han hade doktorsexamen från Paris universitet i orientalisk arkeologi och hade en framträdande roll i utgrävningarna av Mehrgarh och Pirak i Baluchistan. År 2004 blev han chef för Musée Guimet i Paris..